# La Course à la bombe
La Course à la bombe (Race for the Bomb) est une mini-série en co-production Canada, France, Italie et Yougoslavie en six parties d'environ 50 minutes réalisée par Allan Eastman et Jean-François Delassus, produite conjointement par une société canadienne, Ronald Cohen Productions, une société française, la Société Philippe Dussart et une société de l'ex-Yougoslavie - film Jadran, Zagreb.
Elle a été diffusée au Canada anglophone en trois soirées du 1er au 3 février 1987 sur le réseau CBC, au Canada francophone en six parties hebdomadaires à partir du 30 mars 1987 à la Télévision de Radio-Canada, et en France en trois parties à partir du 6 mai 1987 sur TF1.

## Synopsis
Cette mini-série sur le Projet Manhattan commence par les premières étapes de la découverte scientifique qui a conduit à la création de la bombe atomique (première partie), la découverte de la conception à Los Alamos des armes thermonucléaires Ulam-Teller (deuxième partie) et se terminant par le début de la course aux armements. La série couvre le développement de nombreux aspects liés à l'origine de la bombe, tels que scientifiques, politiques et personnels.
De nombreux rôles secondaires ont été interprétés par des acteurs de l'ex-Yougoslavie.

## Distribution
- Miki Manojlović : Edward Teller
- Jean-Paul Muel : Leo Szilard
- Pier Paolo Capponi : Enrico Fermi
- Michael Ironside : Werner Heisenberg
- Tom Rack : Robert Oppenheimer
- Maury Chaykin : général Leslie Groves
- Leslie Nielsen : Lewis Strauss
- Denis Manuel : Albert Einstein
- Maud Rayer : Lise Meitner
- Jacques Perrin : Frédéric Joliot-Curie
- Huguette Faget : Marie Curie

## Épisodes
1. La Course aux médailles (1933-1942)
2. Le Camp (1942-1945)
3. La Peur (1945-1954)